# Coppa Korać 1980-1981
La Coppa Korać 1980-1981 di pallacanestro maschile venne vinta dalla Joventut de Badalona.

## Risultati

### Turno preliminare
| Team #1            | Agg.      | Team #2           | Andata | Ritorno |
| ------------------ | --------- | ----------------- | ------ | ------- |
| Vasas              | 181 - 156 | Karşıyaka SK      | 106-81 | 75-77   |
| Hapoel Haifa       | 198 - 140 | Panellīnios Atene | 102-63 | 96-77   |
| Ovaltine Hempstead | 200 - 203 | Inmobanco Madrid  | 89-98  | 111-105 |
| Mess Mondercange   | 164 - 205 | Royal Anderlecht  | 86-108 | 78-97   |
| Hapoel Tel Aviv    | 174 - 159 | CEP Fleurus       | 84-72  | 90-87   |
| Stade français     | 219 - 170 | Sparta Bertrange  | 112-70 | 107-100 |

### Primo turno
| Team #1               | Agg.      | Team #2               | Andata | Ritorno |
| --------------------- | --------- | --------------------- | ------ | ------- |
| Vasas                 | 174 - 187 | Aris Salonicco        | 90-97  | 84-90   |
| Hapoel Haifa          | 184 - 203 | Carrera Reyer Venezia | 95-103 | 89-100  |
| EB Orthez             | 182 - 157 | Inmobanco Madrid      | 99-71  | 83-86   |
| Royal Anderlecht      | 161 - 145 | Cotonificio Badalona  | 94-71  | 67-77   |
| İ.B. Yenişehir        | 132 - 236 | Hapoel Tel Aviv       | 68-109 | 64-127  |
| Beşiktaş              | 145 - 184 | Zadar                 | 81-96  | 64-88   |
| TJ Slavia Praga       | 154 - 163 | Ostenda               | 90-84  | 64-79   |
| TJ Zbrojovka Brno     | 169 - 151 | Stade français        | 95-75  | 74-76   |
| Caen                  | 160 - 182 | Partizan Belgrado     | 83-84  | 78-98   |
| AEK Atene             | 159 - 162 | Standard Liegi        | 78-80  | 81-82   |
| Stella Rossa Belgrado | 157 - 132 | AO Sporting Atene     | 85-63  | 72-69   |

### Quarti di finale
Arrigoni AMG Sebastiani Rieti, Jugoplastika Spalato, Dinamo Mosca, ASVEL Basket Lione e Joventut de Badalona ammesse direttamente al turno successivo.

#### Gruppo A
|    | Squadra                       | G | V | P | PF  | PS  | Dif | P.ti |
| -- | ----------------------------- | - | - | - | --- | --- | --- | ---- |
| 1. | Stella Rossa Belgrado         | 6 | 4 | 2 | 581 | 536 | +45 | 10   |
| 2. | Arrigoni AMG Sebastiani Rieti | 6 | 4 | 2 | 528 | 510 | +18 | 10   |
| 3. | Royal Anderlecht              | 6 | 2 | 4 | 495 | 523 | -28 | 8    |
| 4. | Hapoel Tel Aviv               | 6 | 2 | 4 | 542 | 577 | -35 | 8    |

#### Gruppo B
|    | Squadra              | G | V | P | PF  | PS  | Dif | P.ti |
| -- | -------------------- | - | - | - | --- | --- | --- | ---- |
| 1. | Joventut de Badalona | 6 | 4 | 2 | 459 | 458 | +1  | 10   |
| 2. | Partizan Belgrado    | 6 | 3 | 3 | 550 | 509 | +41 | 9    |
| 3. | Ostenda              | 6 | 3 | 3 | 492 | 526 | -34 | 9    |
| 4. | ASVEL Basket Lione   | 6 | 2 | 4 | 506 | 514 | -8  | 8    |

#### Gruppo C
|    | Squadra               | G | V | P | PF  | PS  | Dif | P.ti |
| -- | --------------------- | - | - | - | --- | --- | --- | ---- |
| 1. | Carrera Reyer Venezia | 6 | 6 | 0 | 609 | 534 | +75 | 12   |
| 2. | TJ Zbrojovka Brno     | 6 | 2 | 4 | 587 | 582 | +5  | 8    |
| 3. | Jugoplastika Spalato  | 6 | 2 | 4 | 576 | 588 | -12 | 4    |
| 4. | Aris Salonicco        | 6 | 2 | 4 | 527 | 595 | -68 | 4    |

#### Gruppo D
|    | Squadra        | G | V | P | PF  | PS  | Dif | P.ti |
| -- | -------------- | - | - | - | --- | --- | --- | ---- |
| 1. | Dinamo Mosca   | 6 | 5 | 1 | 640 | 614 | +26 | 11   |
| 2. | EB Orthez      | 6 | 4 | 2 | 604 | 586 | +18 | 10   |
| 3. | Zadar          | 6 | 2 | 4 | 615 | 611 | +4  | 8    |
| 4. | Standard Liegi | 6 | 1 | 5 | 547 | 595 | -48 | 7    |

### Semifinali
| Team #1               | Agg.      | Team #2               | Andata  | Ritorno |
| --------------------- | --------- | --------------------- | ------- | ------- |
| Joventut de Badalona  | 191 - 158 | Stella Rossa Belgrado | 109-85  | 82-73   |
| Carrera Reyer Venezia | 220 - 208 | Dinamo Mosca          | 119-104 | 101-104 |

### Finale
| Team #1              | Ris.      | Team #2               |
| -------------------- | --------- | --------------------- |
| Joventut de Badalona | 105 - 104 | Carrera Reyer Venezia |

| Coppa Korać 1980-1981          |
| ------------------------------ |
| Joventut de Badalona 1º titolo |

## Formazione vincitrice
| N° | Naz.                   | Ruolo | Sportivo                |  | Alt. |  |
| -- | ---------------------- | ----- | ----------------------- |  | ---- |  |
| 4  | Spagna (bandiera)      | C     | Luis Miguel Santillana  |  |      |  |
| 5  | Spagna (bandiera)      | P     | Javier Abadía           |  |      |  |
| 6  | Stati Uniti (bandiera) | P     | Al Skinner              |  |      |  |
| 7  | Spagna (bandiera)      | AP    | Josep María Margall     |  |      |  |
| 8  | Spagna (bandiera)      | G     | Jordi Villacampa        |  |      |  |
| 9  | Stati Uniti (bandiera) | C     | Joe Galvin              |  |      |  |
| 10 | Spagna (bandiera)      | P     | Antonio Pruna           |  |      |  |
| 11 | Spagna (bandiera)      | A     | Ernesto Delgado         |  |      |  |
| 12 | Spagna (bandiera)      | A     | Alberto Pujol           |  |      |  |
| 13 | Spagna (bandiera)      | G     | Germán González Navarro |  |      |  |
| 14 | Spagna (bandiera)      | A     | Francisco Solé          |  |      |  |
| 15 | Spagna (bandiera)      | G     | Gonzalo Sagi-Vela       |  |      |  |
|    | Spagna (bandiera)      | All.  | Manel Comas             |  |      |  |